# 斯图帕赫圣母
《斯图帕赫圣母》（德語：Stuppacher Madonna）是德国文艺复兴画家马蒂亚斯·格吕内瓦尔德的一幅画作，绘制于1514年－1519年。现藏于德国巴登-符腾堡州东北部巴特梅根特海姆附近 斯图帕赫村的圣母加冕堂。这幅画和伊森海姆祭坛画一样，也格吕内瓦尔德的重要作品之一。